# Frank Bracht

Le Sorcier du Rio Grande (1953) : Charlton Heston et Katy Jurado

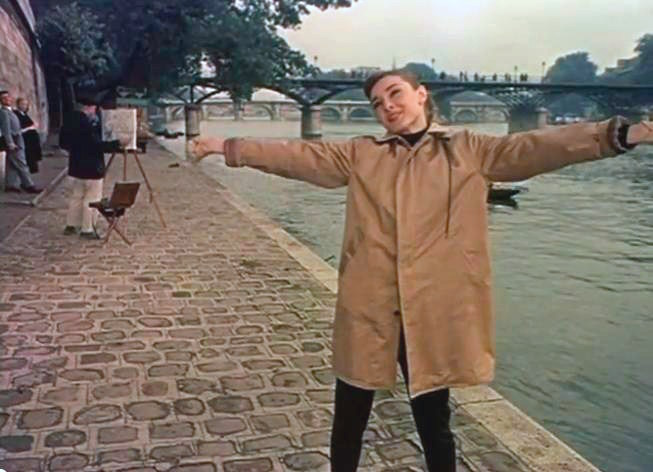
Drôle de frimousse (1957) : Audrey Hepburn

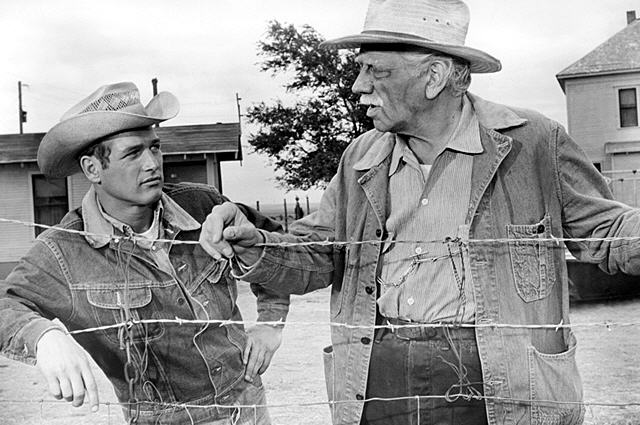
Le Plus Sauvage d'entre tous (1963) : Paul Newman et Melvyn Douglas

Frank (Belton) Bracht, né le 7 janvier 1910 en Idaho (lieu à préciser), mort le 26 septembre 1985 à Burbank (Californie), est un monteur américain, membre de l'ACE.

## Biographie
Frank Bracht fait carrière à la Paramount Pictures, où son premier film comme monteur est La Sentinelle du Pacifique de John Farrow (avec Brian Donlevy et Macdonald Carey), sorti en 1942. Suivent un documentaire de Frank Capra et Joris Ivens (1945), puis deux courts métrages musicaux (1946 et 1948).
Le deuxième des quarante-cinq longs métrages américains qu'il monte est La Mère du marié de Mitchell Leisen (1951, avec Gene Tierney et John Lund). Ultérieurement, citons Le Plus Sauvage d'entre tous (1963, avec Paul Newman et Melvyn Douglas), Hombre (1967, avec Paul Newman et Fredric March) et Traître sur commande (1970, avec Sean Connery et Richard Harris), tous trois réalisés par Martin Ritt, Drôle de frimousse de Stanley Donen (1957, avec Fred Astaire et Audrey Hepburn), Les Ambitieux d'Edward Dmytryk (1964, avec George Peppard et Carroll Baker), ou encore Nevada Smith d'Henry Hathaway (1966, avec Steve McQueen et Karl Malden).
Frank Bracht se retire après un ultime film sorti en 1981 (précédé par un unique téléfilm diffusé en 1980, Gideon's Trumpet, avec Henry Fonda et José Ferrer).
Drôle de couple de Gene Saks (1968, avec Jack Lemmon et Walter Matthau), lui vaut sa seule nomination à Oscar du meilleur montage.

## Filmographie
(comme monteur, sauf mention contraire)

### Cinéma (sélection)
- 1942 : La Sentinelle du Pacifique (Wake Island) de John Farrow
- 1945 : Know Your Enemy – Japan de Frank Capra et Joris Ivens (documentaire)
- 1946 : Golden Slippers de Jerry Hopper (court métrage)
- 1948 : Catalina Interlude d'Alvin Ganzer (court métrage)
- 1950 : Boulevard du crépuscule (Sunset Boulevard) de Billy Wilder (assistant monteur)
- 1951 : La Mère du marié (The Mating Season) de Mitchell Leisen
- 1951 : Espionne de mon cœur (My Favorite Spy) de Norman Z. McLeod
- 1952 : Maître après le diable (Hurricane Smith) de Jerry Hopper
- 1953 : Le Sorcier du Rio Grande (Arrowhead) de Charles Marquis Warren
- 1953 : La Ville sous le joug (The Vanquished) d'Edward Ludwig
- 1953 : Vol sur Tanger (Flight to Tanger) de Charles Marquis Warren
- 1954 : Noël blanc (White Christmas) de Michael Curtiz
- 1955 : Horizons lointains (The Far Horizons) de Rudolph Maté
- 1956 : Quadrille d'amour (Anything Goes) de Robert Lewis
- 1957 : La Neige en deuil (The Mountain) d'Edward Dmytryk
- 1957 : Drôle de frimousse (Funny Face) de Stanley Donen
- 1957 : Pour elle un seul homme (The Helen Morgan Story) de Michael Curtiz
- 1958 : La Péniche du bonheur (Houseboat) de Melville Shavelson
- 1958 : Cette satanée Lola (Damn Yankees!) de Stanley Donen et George Abbott
- 1959 : Quand la terre brûle (The Miracle) d'irving Rapper et Gordon Douglas
- 1960 : Voulez-vous pêcher avec moi ? (The Facts of Life) de Melvin Frank
- 1960 : C'est arrivé à Naples (It Started to Naples) de Melville Shavelson
- 1960 : Mince de planète (Visit to a Small Planet) de Norman Taurog
- 1961 : La Doublure du général (On the Double) de Melville Shavelson
- 1961 : La Ballade des sans-espoir (Too Late Blues) de John Cassavetes
- 1962 : Le Pigeon qui sauva Rome (The Pigeon That Took Rome) de Melville Shavelson
- 1963 : La Fille à la casquette (A New Kind of Love) de Melville Shavelson
- 1963 : Le Plus Sauvage d'entre tous (Hud) de Martin Ritt
- 1964 : Rivalités (Where Love Has Gone) d'Edward Dmytryk
- 1964 : Les Ambitieux (The Carpetbaggers) d'Edward Dmytryk
- 1965 : Harlow, la blonde platine (Harlow) de Gordon Douglas
- 1965 : L'Enquête (Sylvia) de Gordon Douglas
- 1966 : Nevada Smith d'Henry Hathaway
- 1967 : Hombre de Martin Ritt
- 1968 : Drôle de couple (The Odd Couple) de Gene Saks
- 1968 : Les Frères siciliens (The Brotherhood) de Martin Ritt
- 1970 : Traître sur commande (The Molly Maguires) de Martin Ritt
- 1970 : L'Indien (Flap) de Carol Reed
- 1972 : Peter et Tillie (Pete 'n' Tillie) de Martin Ritt
- 1974 : Conrack de Martin Ritt
- 1975 : Mandingo de Richard Fleischer
- 1976 : La Duchesse et le Truand (The Duchess and the Dirtwater Fox) de Melvin Frank

### Télévision (intégrale)
- 1980 : Gideon's Trumpet, téléfilm de Robert L. Collins

## Distinction
- 1969 : Nomination à l'Oscar du meilleur montage, pour Drôle de couple.